# Villars-sur-Marly

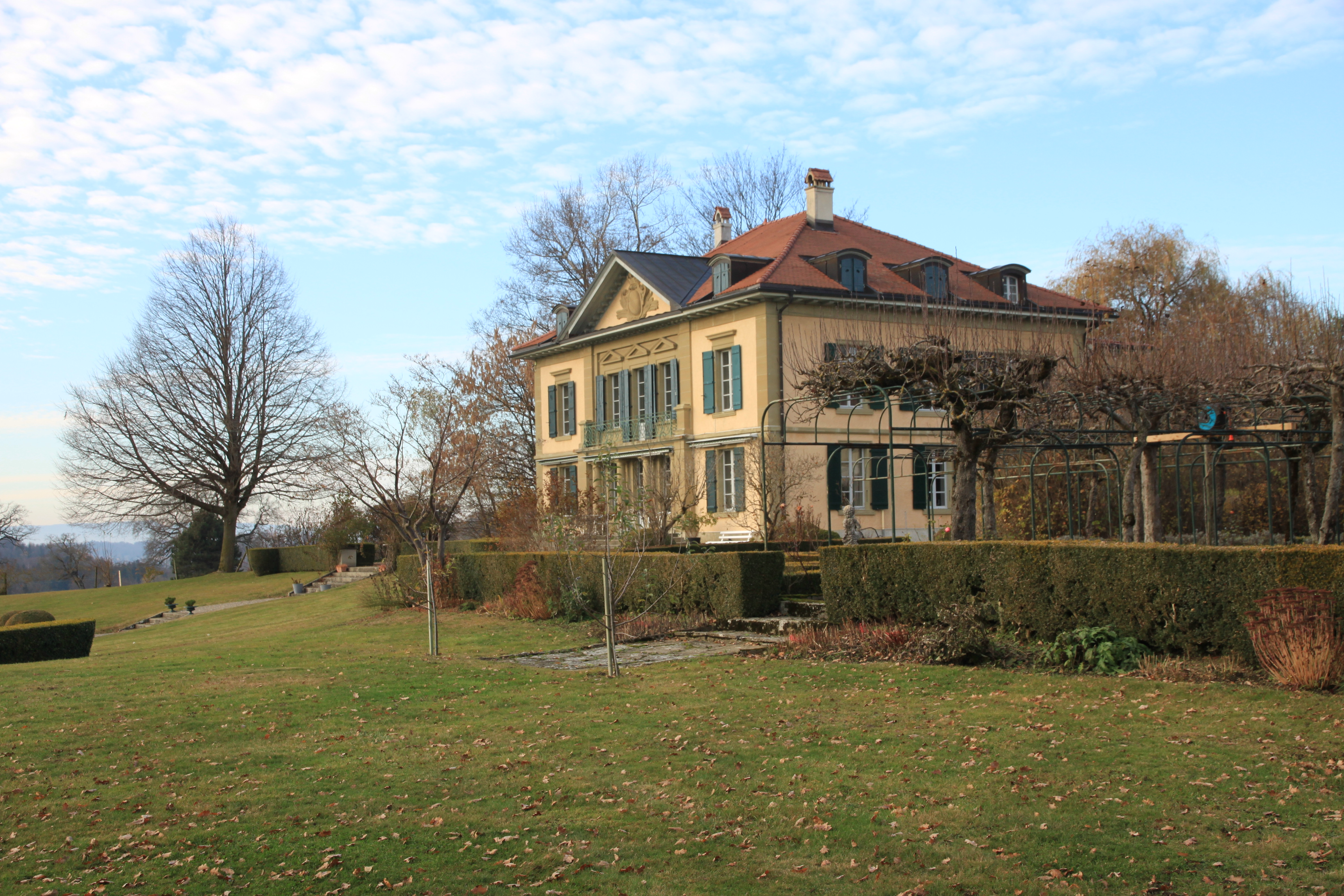
Landschloss Rodolphe de Weck bzw. Château d'En-bas: Südwestliche Gartenfront

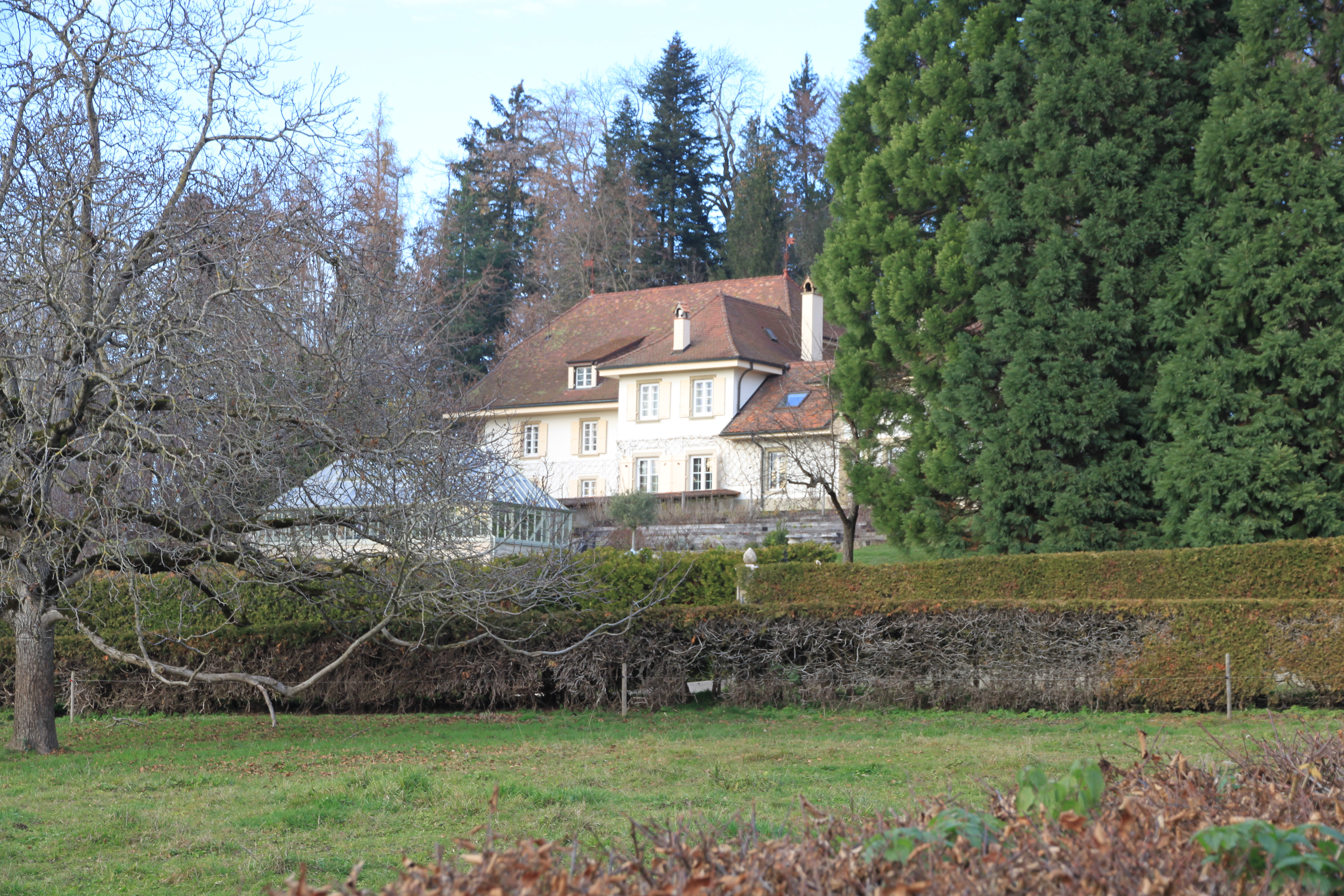
Schloss Vonderweid, später Château d'En-haut oder Herrenhaus Kuenlin

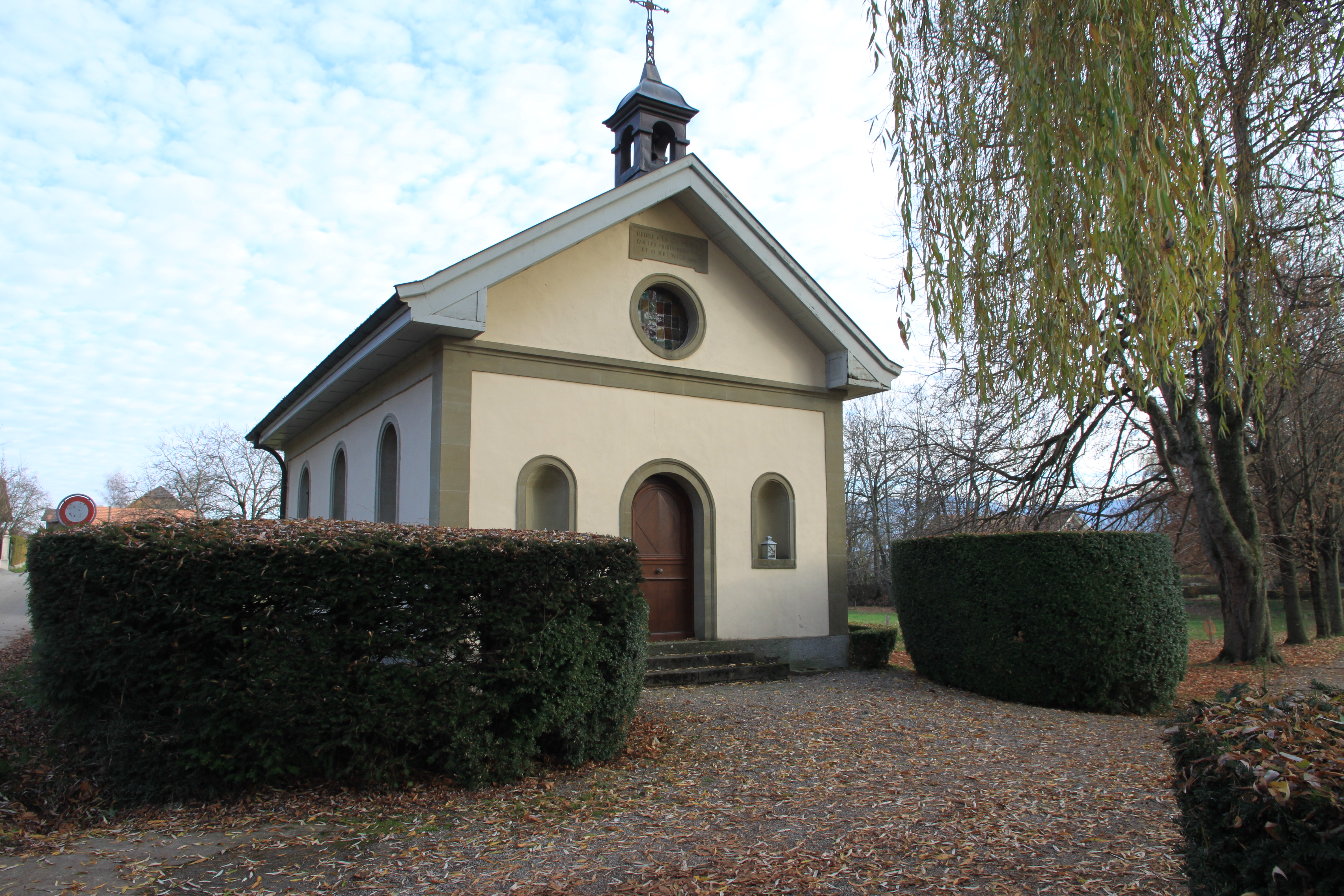
Kapelle Mariä Himmelfahrt

Villars-sur-Marly ist ein landwirtschaftlicher Weiler in der Gemeinde Pierrafortscha, im Saanebezirk des Schweizer Kantons Freiburg. Der Weiler hat seinen Baubestand und seinen landwirtschaftlichen Charakter bewahrt, weil die sieben Patriziergüter mit ihren Landsitzen und Kapellen grösstenteils in der Hand ehemaliger Patrizierfamilien, insbesondere der Familien de Boccard, von Diesbach und de Weck, blieben. Der Weiler wurde in das Inverntar der schützenswerten Ortsbilder der Schweiz (ISOS) als Ortsbild von nationaler Bedeutung aufgenommen.

## Geschichte
Auf der Hochebene nördlich über der Ärgera (französisch la Gérine) existierte bereits eine gallo-römische Villa. Im Mittelalter bildeten sich die feudalen Besitzverhältnisse, die bis heute den Weiler prägen. Im 14. Jahrhundert entwickelte sich ein kleiner Alpenübergang, der Freiburg über den Gantrischpass mit dem Simmental verband, was damals die einzige direkte Verbindung mit Italien darstellte.
Bis anfangs 19. Jahrhundert prägte den Weiler ein einziger Herrensitz: das Schloss Vonderweid aus dem 17. und 18. Jahrhundert. Zwischen 1840 und 1842 liess Rodolphe de Weck, Schultheiss von Freiburg, ein zweites Schloss, das Château d’En-bas errichten. Dieses zweite, luxuriöse Herrenhaus mit Anklängen an den neo-palladischen Stil (eines der wenigen im Kanton Freiburg) ist seither das prägende Elemente des Weilers. Das Strassennetz und die Anordnung der Bauten in der Landschaft blieben zwischen 1886 (Siegfriedkarte) und 2001 (Landeskarte) beinah unverändert. Der Weg an der Südgrenze des Weilers war damals nicht mehr als eine Nebenstrasse. Erst seit 1975 ist sie eine Kantonsstrasse, die Freiburg über Marly mit Plaffeien verbindet. Abgesehen von zwei neueren Wohnhäusern blieb der Weiler vom Wohnungsbau verschont.

## Baubestand
Der Weiler besteht aus dem Landsitz der Vonderweid (auch Château d'En-haut oder Herrenhaus Kuenlin) aus dem 17.–18. Jahrhundert mit seinen Nebengebäuden, umgeben von einer Gartenmauer und dem Herrensitz der de Weck (auch Château d'En-bas) aus dem 19. Jahrhundert mit seiner Kapelle und den Nebengebäuden. Beide Herrenhäuser sind im Inventar der schützenswerten Kulturgüter als B-Objekte aufgelistet.

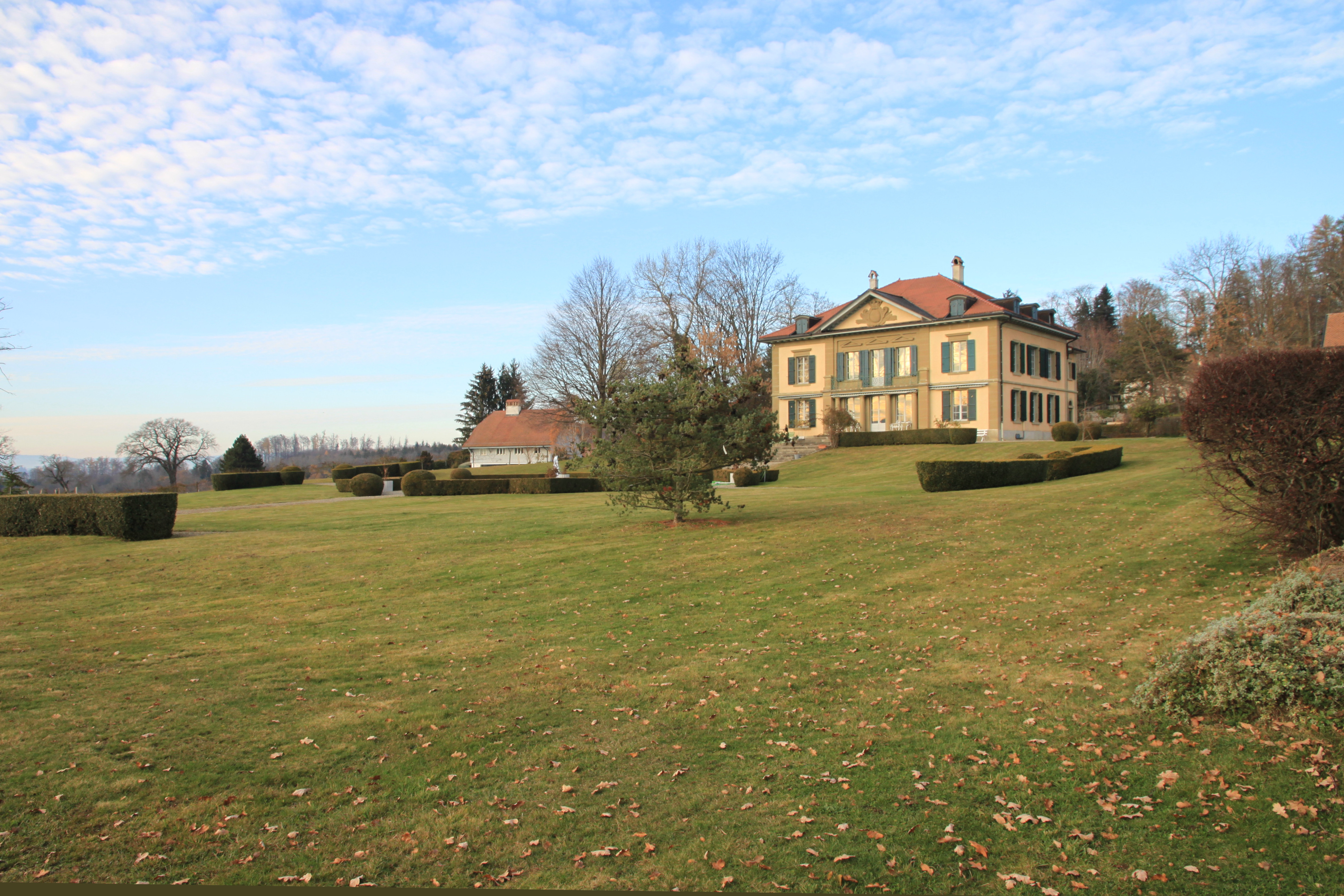
Gartenseite vom Landschloss Rodolphe de Weck gegen Südwesten
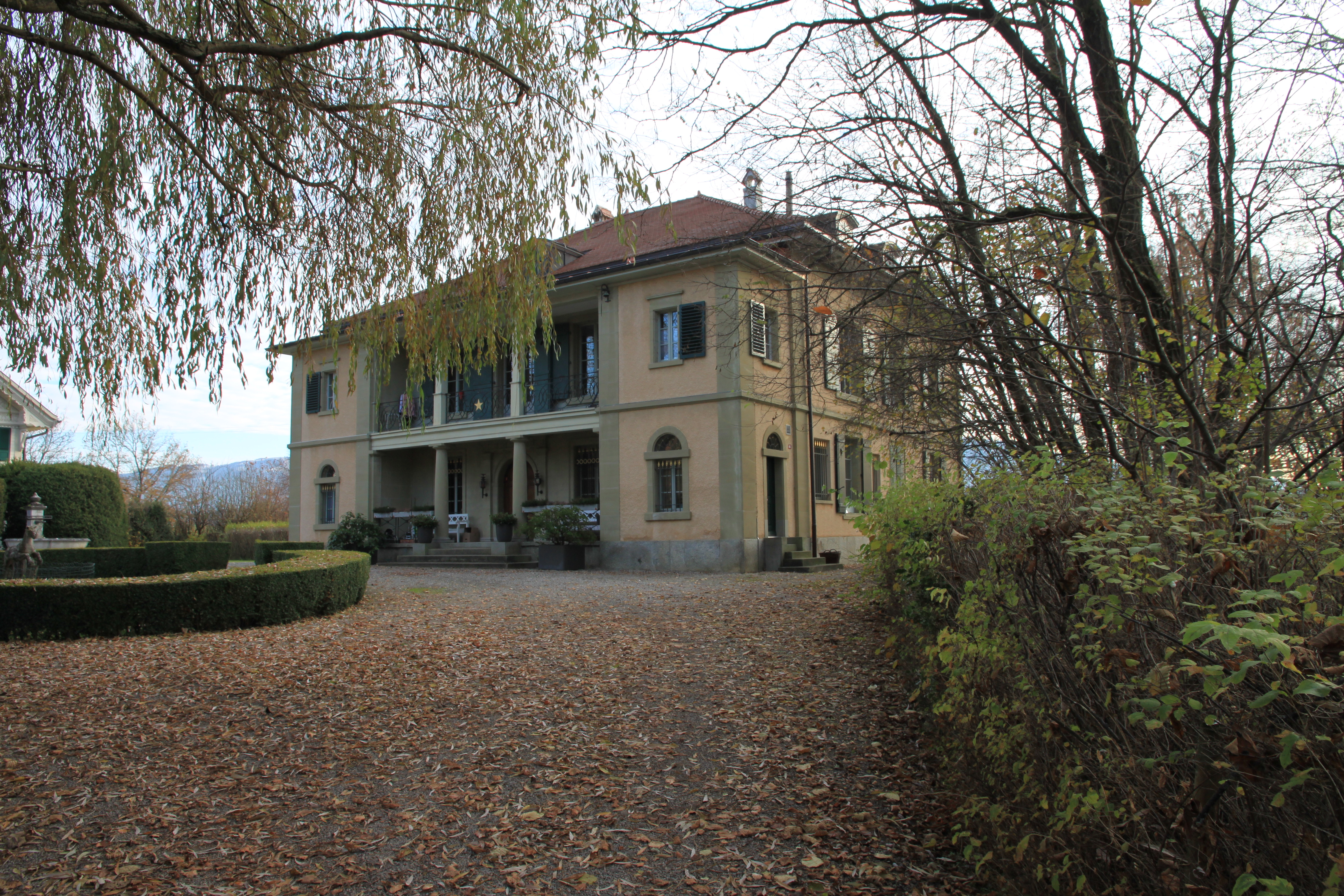
Eingangsfassade des Landschlosses
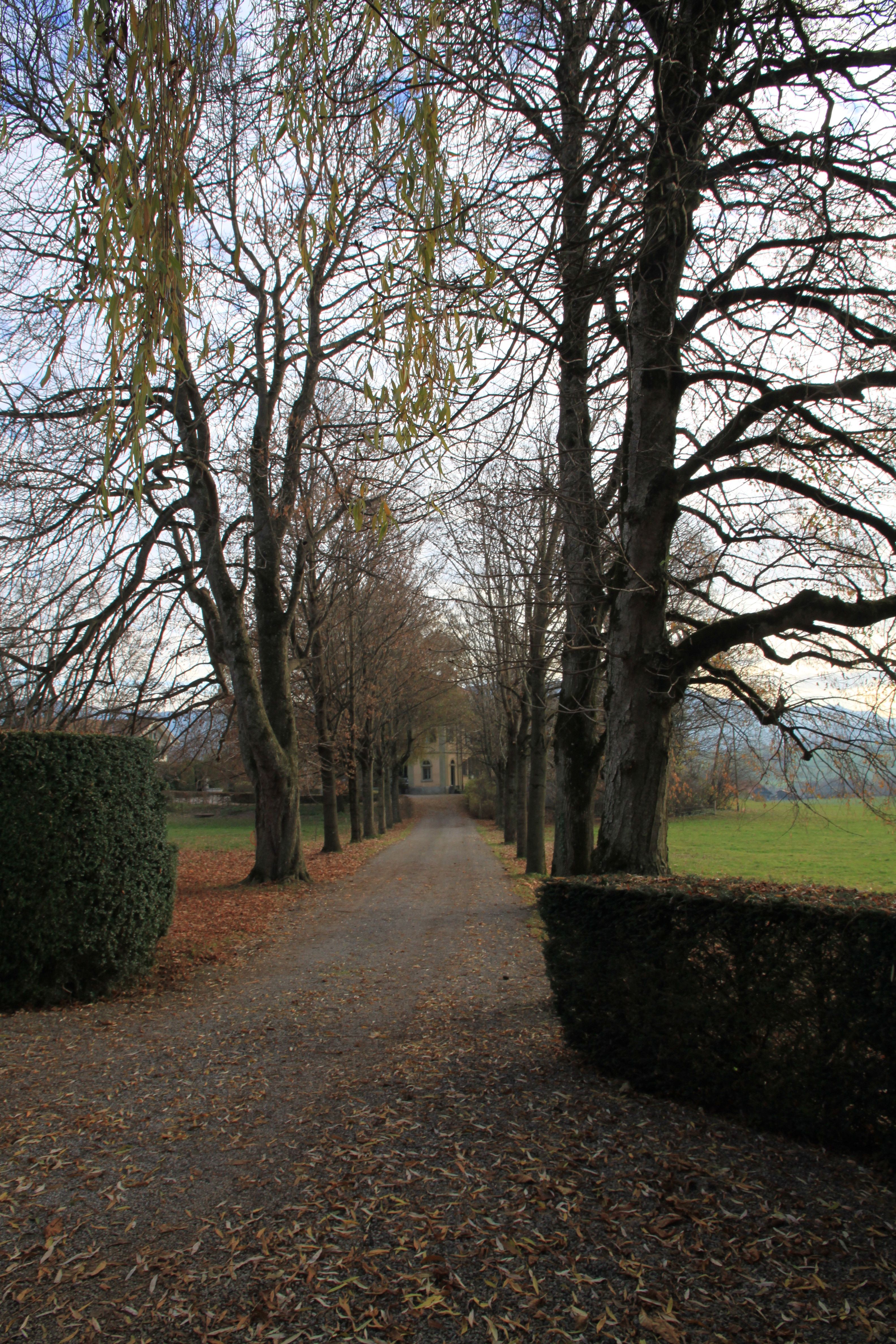
Zufahrt zum Landschloss durch eine Ahorn-Allee

## Bibliografie
- Aloys Lauper: Le manoir de Weck de Villars d'En Bas à Pierrafortscha = Ein Landhaus abseits der Wirren der Zeit. Hrsg.: Amt für Kulturgüter des Staates Freiburg. 2016, ISBN 978-2-940392-04-9, ISSN 2235-0403.